# Stratone transversale
Stratone transversale är en skalbaggsart som först beskrevs av Louis Alexandre Auguste Chevrolat 1862.  Stratone transversale ingår i släktet Stratone och familjen långhorningar. Inga underarter finns listade i Catalogue of Life.